# TAS (격투기)
TAS(Top Attack Series)는 2008년에 출범한 전국 단위 입식 격투기 리그 시스템이다.  
입문자부터 유소년, 아마추어, 세미프로, 프로까지 단계별 성장 경로를 제공하는 국내 최초의 4부 리그 격투기 브랜드이다.
TAS는 “누구나 시작할 수 있고, 끝까지 올라갈 수 있는 격투기 리그 구조”를 대한민국에서 최초로 실현한 시스템이다.  
2016년 TAS10은 SPOTV+ 및 네이버TV를 통해 생중계되었으며,  
2019년 TAS11 STN 스포츠와 네이버TV로 중계가 시작되었다.  
2023년 TAS14 STN 스포츠와 네이버TV중계되며,  
TAS는 입식 격투기 리그의 미디어 콘텐츠화에서도 선도적 위치를 확립했다.

* 명칭: TAS (Top Attack Series)  
* 설립연도: 2008년
* 운영형태: 전국 규모 입식 격투기 리그
* 리그 체계: Sporting → Starting → Rising → Main
"브랜드 철학''
1. 누구나 도전할 수 있는 무대
2. 단계별 성장과 진입 통로 제공
3. 기록이 남고, 실력이 증명되는 리그 시스템  
TAS는 단발성 이벤트가 아닌 지속형 리그 구조를 기반으로 운영되며, 체계적인 랭킹 시스템, 진입 기준, 심판 자격제도, 교육 시스템까지 구축된 운영 기반형 격투기 리그이다.  
초기에는 각 대회에 부제가 붙었으나, 2025년 TAS15부터는 "TAS + 넘버링" 체계로 브랜드 아이덴티티를 통합하였다.  
TAS는 “누구나 시작할 수 있고, 끝까지 올라갈 수 있는 격투기 리그 구조”를 대한민국에서 최초로 실현한 시스템이다.  

## TAS 브랜딩 전략
TAS는 단순한 스포츠 대회를 넘어, 격투기의 콘텐츠화와 문화적 확장을 위한 전략을 지속적으로 전개해왔다.
- 2024년, 대한민국 격투기 역사상 최초로 TAS 리그 공식 앨범 발매
- 총 6곡의 테마송 + 징글 수록, 아티스트명 ‘TAS’으로 발매
- TAS15를 비롯한 대회 및 콘텐츠 영상에 삽입되어 리그 정체성을 강화
이 앨범은 TAS의 철학과 분위기를 음악으로 표현한 사례로, 스포츠 브랜딩의 새로운 가능성을 제시한 시도이다.

## 리그 구조

### TAS Sporting
입문자 및 동호인 대상의 경기로, 승패 없이 라이트 컨택 방식으로 운영된다.
전국 단위 클럽 및 체육관이 참가하며, TAS 리그의 입문 단계 역할을 한다.

### TAS Starting
TAS 공식 아마추어 룰을 기반으로 한 정규 경기 리그이다.
세미프로 진입 전 단계이며, 선수 전력 분석 기반의 매치메이킹이 특징이다.

### TAS Rising
세미프로 선수들의 실력 검증과 TAS Main 진입을 위한 중간 레벨 리그이다.
출전 기준은 Starting보다 높고, TAS 내 승격 구조의 핵심 역할을 한다.
Rising 우수 선수는 TAS Main 리그로 자동 추천되는 연계 시스템이 존재한다.

### TAS Main
TAS 최상위 프로 리그로, 매년 1회 넘버링 대회(TAS1~TAS15 등)가 개최된다.
과거에는 부제가 붙었으나 TAS15부터는 넘버링만 사용된다.
타이틀전, 챔피언 결정전, 고교 파이트킹, TAS All-Star 등이 포함되며, SPOTV+, STN 스포츠 등 방송 중계를 통해 격투 콘텐츠화에 성공한 대표 리그이다.

## 메인 대회 연혁
TAS1
한국8강토너먼트 챔피언쉽(금곡동 하나로마트)
2008.04.12 / 15개 체육관 / 22명 / 관중 1,000명
TAS2
2008CHAMPIONSHIP(부산정보대학교 실내체육관)
2008.12.13 / 14개 체육관 / 42명 / 관중 600명
TAS3
2010CHAMPIONSHIP(덕천초등학교 실내체육관)
2010.10.31 / 17개 체육관 / 38명 / 관중 1,000명
TAS4
2011CHAMPIONSHIP(부산정보대학교 실내체육관)
2011.11.13 / 12개 체육관 / 56명 / 관중 1,000명
TAS5
TEAM MATCH(부산과학기술대 실내체육관)
2012.10.20 / 21개 체육관 / 70명 / 관중 1,200명
TAS6
KING OF THE KINGS(양산실내체육관)
2013.10.19 / 26개 체육관 / 94명 / 관중 1,400명
TAS7
CHAMPIONSHIP TOURNAMENT(부산과학기술대 실내체육관)
2014.06.15 / 22개 체육관 / 120명 / 관중 1,400명
TAS8
RETURN OF THE KING(부산과학기술대 실내체육관)
2014.11.02 / 22개 체육관 / 106명 / 관중 1,600명
TAS9
TN THE RING 勝負士(부산과학기술대 실내체육관)
2015.10.25 / 29개 체육관 / 104명 / 관중 1,600명
TAS10
THE FINAL WINNER(벡스코)
2016.06.19 / 35개 체육관 / 150명 / 관중 2,500명
TAS11
제1회 이순신장군배 전국 격투기대회(충무체육관)
2019.06.30 / 50개 체육관 / 150명 / 관중 2,500명
TAS12
제2회 이순신장군배 전국 격투기대회(충무체육관)
2021.12.18 / 52개 체육관 / 230명 / 무관중
TAS13
제3회 이순신장군배 전국 격투기대회(통영체육관)
2022.10.29 / 52개 체육관 / 240명 / 관중 2,000명
TAS14
제4회 이순신장군배 전국 격투기대회(충무체육관)
2023.09.02 / 55개 체육관 / 260명 / 관중 3,000명
TAS15
2025.06.29  / 72개 체육관 / 260명 / 유료관중 1,500명
장소: 김해 롯데호텔&리조트(롯데호텔앤리조트 김해)
TAS 넘버링 전용 체계 첫 대회
TAS15는 대한민국 최초로 AI라운드걸 'TAS걸'을 대회 무대에 실전 도입한 격투기 대회이다.
이는 TAS가 국내 격투 스포츠 연출의 새로운 기준을 제시한 사례로 평가된다.

## TAS Rising 연혁
Rising 1 – 2016.04.03 / 부산 클럽블로썸
Rising 2 – 2017.01.21 / 부산 동의과학대학교
Rising 3 – 2022.08.27 / 태한무에타이 양산석산점
Rising 4 – 2023.07.08 / 복싱인사이드짐 통영점
Rising 5 – 2024.12.14  / 태한무에타이 양산석산점
Rising 6  – 2025.10.26 예정 / 수원

## TAS Sporting & Starting
TAS Sporting & Starting은 2025년 3월 기준 총 43회 단독 개최되었으며,
TAS 넘버링 대회 내 포함된 경기는 회차에 포함하지 않는다.
해당 리그는 TAS 리그 구조 내에서 입식 격투기 입문자 및 아마추어 선수들의
성장 기회를 제공하기 위한 정기 리그로 운영되고 있다.

## 가맹 및 제도 연혁
- 2008년 TAS 설립

- 2010년 부산 북구생활체육회 가맹

- 2013년 양산시생활체육회 가맹

- 2019년 통영시생활체육회 가맹

- 2023년 부산 해운대구생활체육회 가맹

TAS는 출범 당시부터 지역 중심이 아닌 전국 단위 리그로 운영되고 있으며,
2025년 TAS15부터는 부제 없이 순수 넘버링 체계로 브랜드를 통일하였다.

## TAS 공식 챔피언 목록
TAS 메인 & 라이징 타이틀전 우승자 명단 (연도순)
- 정광식 (팀레온)

주니어 웰터급 초대 챔피언 (63kg 8강 TOURNAMENT)
우승일: 2008년 4월 12일 (TAS1)
- 진시준 (싸이코핏불스)

미들급 초대 챔피언 (70kg 4강 TOURNAMENT)
우승일: 2014년 6월 15일 (TAS7)
- 윤지영 (제이킥복싱무에타이)

+86kg 헤비급 초대 챔피언
우승일: 2019년 3월 31일 (TAS11)
- 김인재 (태한무에타이양산)

주니어 웰터급 챔피언 (63kg 4강 TOURNAMENT)
우승일: 2022년 10월 9일 (TAS13)
- 지승민 (광주 팀최고짐)

미들급 챔피언 (70kg 4강 TOURNAMENT)
우승일: 2023년 9월 2일 (TAS14)
- 조현서 (부산용문)

라이징TAS 라이트급 초대 챔피언 (60kg)
우승일: 2023년 9월 2일 (Rising Special in TAS14)
- 김동혁 (태한무에타이)

라이징TAS 라이트급 고교 초대 챔피언 (60kg 4강 TOURNAMENT)
우승일: 2023년 10월 21일 (Rising Highschool Special)
- 고영우 (팀특사)

라이징TAS 라이트급 고교 초대 챔피언 (60kg 4강 TOURNAMENT)
우승일: 2025년 6월 29일 (Rising Highschool Special)

## 주요 선수들
- 김현준(-70KG)
- 신기한(-65KG)
- 김경완(60KG)
- 강민석(65KG)
- 추정훈(75KG)
- 김길재(+86KG)

## 라운드걸 (TAS걸)
- 김지우
- 김하율
- 지성혜
- 허윤미

- 이단비(치어리더)
- 조연주(치어리더)
- TAS걸(AI 라운드걸)